# Raoul Haspel
Raoul Haspel (né le 22 octobre 1979 à Vienne) est un artiste contemporain autrichien.
Il se fait connaître du grand public avec son projet Schweigeminute (Traiskirchen). La minute de silence commercialisé en single pour protester contre le traitement de la crise migratoire en Europe est numéro 1 en Autriche en 2015 pendant une semaine.

## Biographie
Raoul Haspel est issu d'une famille d'artistes. Son grand-père est restaurateur, son père sculpteur et professeur à l'académie des beaux-arts de Vienne. Il est élève de la Graphische à Vienne, puis termine un programme d'études à l'étranger dans le cinéma et la mode au Medienskole de Copenhague. Il suit un cours d'art numérique à l'université des arts appliqués de Vienne auprès de Peter Weibel, Tom Fürstner, Ruth Schnell et Virgil Widrich en 2009 avec un diplôme en conception de médias visuels.
En plus des installations, du graphisme et de des performances, il s'occupe aussi de l'architecture, du design industriel et de la publicité. Il se consacre à des commandes pour de grandes entreprises et crée du « corporate art » pour de grandes marques telles que Red Bull, Breitling, Moët Hennessy et Mærsk notamment.
Il se fait connaître sur Internet lorsqu'en 2013, il poste la photo d'un billet de 100 000 dongs sur lequel il redessine le visage de Ho Chi Minh pour donner les traits du journaliste Armin Wolf.
Lorsque la crise migratoire en Europe s'intensifie en 2015 et que le camp de réfugiés de Traiskirchen au sud de Vienne est complètement surpeuplé, Haspel décide de lancer une manifestation artistique, ce qui n'est pas son habitude. Il fait d'une minute de silence un single mis en vente dont l'ampleur de la vente montrera l'importance de la protestation et les fonds iront à une organisation d'aide aux réfugiés. Schweigeminute (Traiskirchen) est numéro 1 en Autriche le 4 septembre 2015. Il récolte 14 660 euros. Lors du concert Voices for Refugees à Vienne, il exécute la minute de silence devant un public.